# کرول (فیلم)
کرول (به انگلیسی: Krull) فیلمی محصول سال ۱۹۸۳ و به کارگردانی پیتر ییتس است. در این فیلم بازیگرانی همچون کنت مارشال، لایست آنتونی، فردی جونز، فرانچسکا آنیس، الون آرمسترانگ، لیام نیسون، رابی کالتران، تاد کارتی، گراهام مک‌گرت، برنارد آرچارد ایفای نقش کرده‌اند.